# FOMO – Megosztod, és uralkodsz
A FOMO – Megosztod, és uralkodsz (alcíme: Senki nem megy sehova) 2019-ben bemutatott magyar coming-of-age dráma. Rendezője Hartung Attila, aki a forgatókönyvet Kerékgyártó Yvonne-nal közösen jegyzi. A film a Filmteam gyártásában, a Filmalap Inkubátor Programja keretében a Filmalap 62 millió forintos gyártási támogatásával készült, magyarországi forgalmazója a Mozinet.

## Szereplők
| Szereplő                    | Színész            |
| --------------------------- | ------------------ |
| Gergő                       | Yorgos Goletsas    |
| Somogyi Lilla               | László Panna       |
| Bakosi Patrik               | Bouquet Gergely    |
| Bandi                       | Pokorni Ábel       |
| Kovács Ábris                | Sipőcz András      |
| Apa                         | Stohl András       |
| Anya                        | Herczeg Adrienn    |
| Márti                       | Szávai Viktória    |
| János bá                    | Vincze Gábor Péter |
| Zita                        | Songoro Laura      |
| Vivi                        | Murányi Panka      |
| Kitti                       | Megyesi Pálma      |
| Férfi a hajléktalan vitában | Hajduk Károly      |